# Fantaye Belayneh
Fantaye Belayneh (* 15. September 2000) ist eine äthiopische Leichtathletin, die sich auf den Langstreckenlauf spezialisiert hat. 2024 wurde sie in Douala Afrikameisterin über 5000 Meter.

## Sportliche Laufbahn
Erste internationale Erfahrungen sammelte Fantaye Belayneh im Jahr 2022, als sie bei den Afrikameisterschaften in Port Louis in 15:01,89 min die Silbermedaille im 5000-Meter-Lauf hinter der Kenianerin Beatrice Chebet gewann. Bei den Crosslauf-Afrikameisterschaften 2024 in Hammamet gelangte sie nach 35:09 min auf den elften Platz im Einzelbewerb und im Juni siegte sie in 15:30,10 min über 5000 Meter bei den Afrikameisterschaften in Douala.
2022 wurde Belayneh äthiopische Meisterin im 5000-Meter-Lauf.

## Persönliche Bestzeiten
- 1500 Meter: 4:13,59 min, 23. Juni 2021 in Maia
- 3000 Meter: 8:43,82 min, 13. Mai 2022 in Doha
  - 3000 Meter (Halle): 8:58,34 min, 4. Februar 2024 in Boston
- 5000 Meter: 14:43,25 min, 27. Januar 2024 in Boston